# نويل مايلز
نويل مايلز (بالإنجليزية: Noel Myles)‏ هو رسام بريطاني، ولد في 1947 في لندن في المملكة المتحدة.